# ناصرآباد (کبودرآهنگ)
ناصرآباد (کبودرآهنگ)، روستایی از توابع بخش مرکزی شهرستان کبودرآهنگ در استان همدان ایران است.
این روستا از شمال با روستای ایده لو و از غرب با روستای عظیم دره و جین طراقیه و از جنوب با روستای زین آباد و از شرق با روستای قراگل ارتباط دارد.
بخش عمده و اصلی محصولات این روستا گندم و جو می‌باشد.خیار، هندوانه و سیب‌زمینی جزو دیگر محصولات این روستا می باشد.

## جمعیت
این روستا در دهستان سرداران قرار دارد و براساس سرشماری مرکز آمار ایران در سال ۱۳۹۵، جمعیت آن ۴۷۶ نفر (۱۵۱ خانوار) بوده‌است.

## سده تاریخی
تپه ناصر آباد مربوط به دوره اشکانیان - سده‌های اولیه، میانه و متاخر دوران‌های تاریخی پس از اسلام است و در شهرستان کبودرآهنگ، بخش مرکزی، دهستان سرداران، شمال روستای ناصرآباد واقع شده و این اثر در تاریخ ۷ اسفند ۱۳۸۶ با شمارهٔ ثبت ۲۱۵۸۰ به‌عنوان یکی از آثار ملی ایران به ثبت رسیده‌است.